# Jacques Audiard
Jacques Audiard (Paris, 30 de Abril de 1952) é um realizador, argumentista e antigo montador francês. Os seus trabalhos notáveis como realizador e argumentista são Regarde les hommes tomber, Sur mes lèvres, De battre mon cœur s'est arrêté, Un prophète e De Rouille et D'os. Foi várias vezes premiado pelos Prémios César.

## Filmografia

### Realizador
- 1994 : Regarde les hommes tomber
- 1996 : Un héros très discret
- 2001 : Sur mes lèvres
- 2005 : De battre mon cœur s'est arrêté

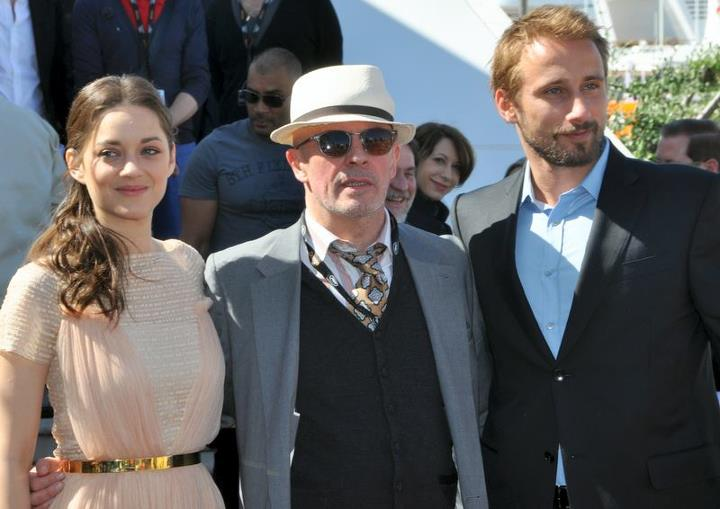
Jacques Audiard com os atores Marion Cotillard e Matthias Schoenaerts no Festival de Cannes 2012.

- 2009 : Un prophète
- 2012 : De Rouille et D'os
- 2015 : Dheepan
- 2024 : Emilia Pérez

### Argumentista
- 1974 : Bons baisers... à lundi (adaptação)
- 1981 : Le Professionnel
- 1983 : Mortelle randonnée
- 1984 : Série noire (TV) : L'ennemi public n° 2
- 1984 : Réveillon chez Bob
- 1985 : Sac de nœuds
- 1987 : Saxo
- 1987 : Poussière d'ange
- 1988 : Fréquence meurtre
- 1989 : Baxter
- 1989 : Australia
- 1991 : Swing troubadour
- 1992 : Confessions d'un Barjo
- 1994 : Grosse fatigue
- 1994 : Regarde les hommes tomber
- 1996 : Un héros très discret
- 1998 : Norme française (court métrage)
- 1999 : Vénus beauté (institut)
- 2001 : Sur mes lèvres
- 2005 : De battre mon cœur s'est arrêté
- 2009 : Un prophète
- 2012 : De Rouille et D'os
- 2015 : Dheepan

## Assistente de realização
- 1976 : Le Locataire
- 1977 : Le passé simple
- 1978 : Judith Therpauve

### Actor
- 1990 : Baby Blood, le décapité/Jogger
- 1994 : Grossesse nerveuse (TV), l'antiquaire